# Madame Clicquot Ponsardin
Barbe-Nicole Ponsardin, vedova Clicquot, più nota come Madame Clicquot Ponsardin o Veuve Clicquot ("vedova Clicquot") (Reims, 16 dicembre 1777 – Boursault, 29 luglio 1866), è stata un'imprenditrice francese.
Divenne nota anche col soprannome di "Gran Dama dello Champagne" per aver fatto fiorire l'azienda inaugurata dal marito che la lasciò vedova a soli 27 anni e che si occupava della produzione di champagne francese, la Veuve Clicquot Ponsardin che ancora oggi esiste e porta il suo nome.

## Biografia
Barbe-Nicole Ponsardin nacque il 16 dicembre 1777 a Reims, figlia di un ricco possidente, Ponce Jean Nicolas Philippe Ponsardin (dal 1813 nominato barone), coinvolto nella manifattura tessile e nella politica della sua zona. Sua madre era Jeanne Josephe Marie-Clémentine Letertre-Huart.
All'età di soli 21 anni sposò François Clicquot, il quale morì sei anni dopo, forse suicida, ma formalmente di febbre tifoidea. Madame Clicquot Ponsardin, oltre che una discreta fortuna, poteva vantare notevoli legami familiari. Sia Napoleone sia Josephine furono ospiti presso la sua casa (l'Hotel Ponsardin) e suo padre venne nominato sindaco di Reims per decreto dello stesso Bonaparte.

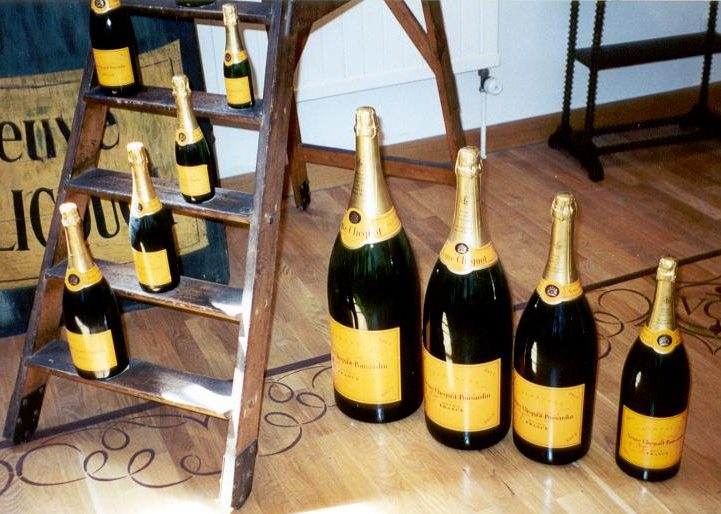
Un set di bottiglie di champagne "Veuve Clicquot Ponsardin" attualmente prodotte

Quando suo marito François morì nel 1805, lasciandola vedova, ella ereditò anche l'azienda che questi aveva costituito per la produzione di champagne francese, oltre ad una certa competenza negli affari bancari e nel commercio della lana. Sotto la direzione di madame Clicquot, l'azienda si concentrò unicamente sulla produzione e sulla vendita di champagne di notevole qualità. Sotto la sua gestione e con le sue abilità di affarista, la compagnia divenne una delle principali in Francia ed una delle prime ad utilizzare la tecnica del remuage: prima di questa invenzione, la seconda fermentazione del vino per la creazione dello champagne dava come risultato un vino molto dolce con grandi bolle e sedimenti del mosto, utilizzati per la fermentazione in bottiglia, il che contribuiva all'ottenimento di un vino di aspetto torbido. Continuò a sfruttare l'usanza inglese di aggiungere zucchero al composto, ma dopo il completamento della seconda fermentazione, le bottiglie venivano periodicamente girate sottosopra.

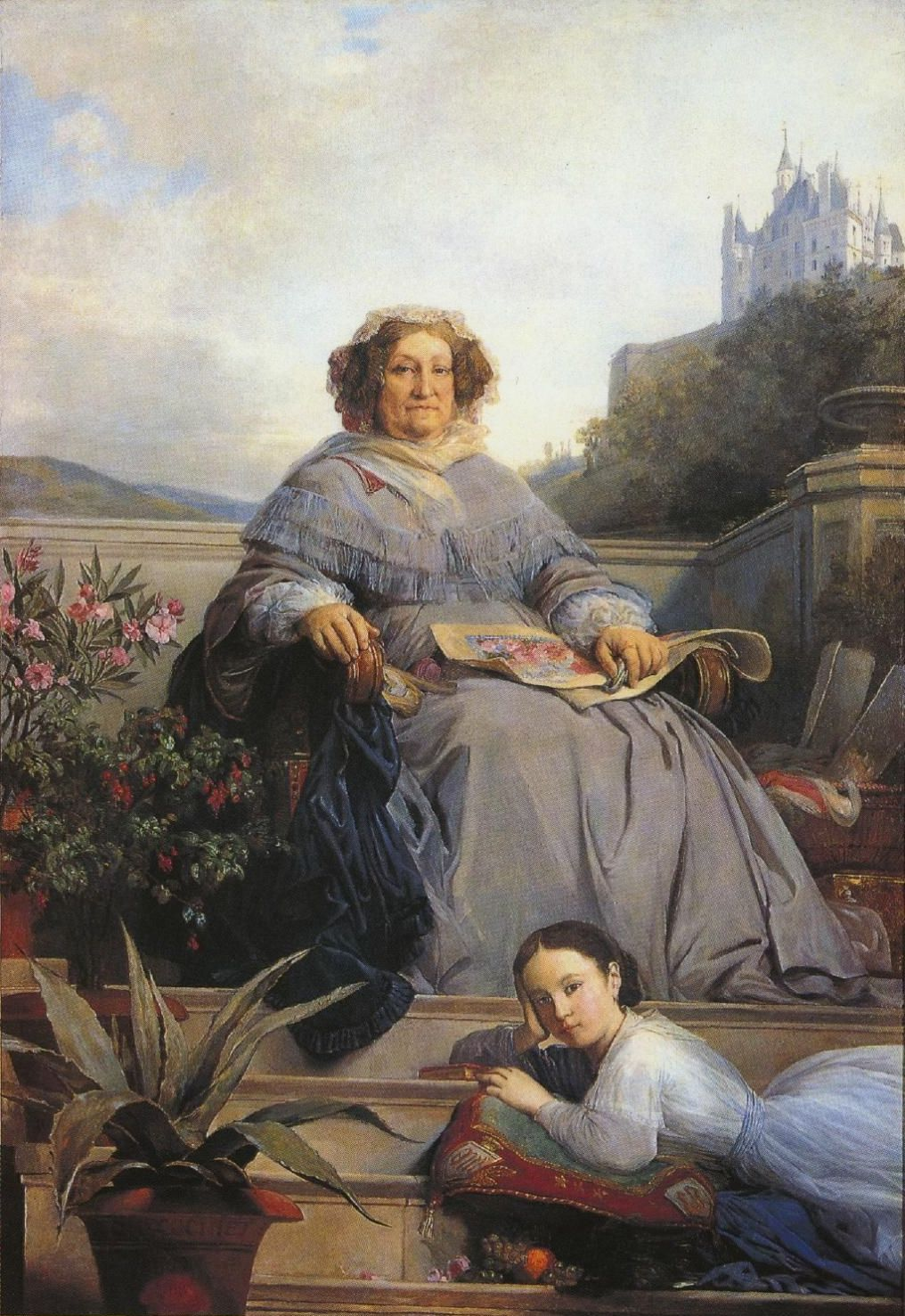
Madame Clicquot Ponsardin con la pronipote Anne de Rochechouart de Mortemart che ne erediterà la Veuve Clicquot Ponsardin

Nel 1839, in occasione del matrimonio dei suoi nipoti, fece costruire dall'architetto Arveuf il Castello di Boursault in stile neorinascimentale, residenza dove si ritirò poi a vivere negli ultimi anni della sua vita.
Madame Clicquot morì il 29 luglio 1866 a Boursault e venne sepolta nel Cimetière du Nord di Reims. La sua azienda venne ereditata dalla pronipote Anne de Rochechouart de Mortemart, duchessa d'Uzès per matrimonio.

## Nella cultura di massa
Il musical "Clicquot, A Revolutionary Musical", scritto da Lisette Glodowski e da Richard C. Walter, venne ispirato proprio dalla vita e dall'impresa di Madame Clicquot.
Nel luglio 2024 esce, negli Stati Uniti, il film Madame Clicquot, diretto da Thomas Napper e interpretato da Haley Bennett.